# Hitman: Blood Money
Hitman: Blood Money (укр. Кілер: Криваві гроші) — відеогра в жанрі симулятора вбивці, що поєднує жанри стелс-екшна та шутера від першої і третьої особи. «Hitman: Blood Money» розроблена данською компанією IO Interactive і є четвертою грою серії «Hitman». Гра була видана Eidos Interactive 26 травня 2006 року в PAL-регіоні і 30 травня в Північній Америці для ПК (Windows), PlayStation 2, Xbox, Xbox 360. Основним героєм гри, як і всієї серії, є Агент 47.
Гра стала комерційно успішним для Eidos, продавшись тиражем понад 2,1 мільйона копій. Вона стала культовою, і зараз багато публікацій і критиків вважають її однією з найкращих відеоігор, коли-небудь створених. HD версії Blood Money і його попередників, Silent Assassin і Contracts, вийшли на PlayStation 3 і Xbox 360 в січні 2013 року як Hitman HD Trilogy. Оновлені версії Blood Money і його наступника Hitman: Absolution вийшли на PlayStation 4 і Xbox One як Hitman HD Enhanced Collection.
У грі з'явилося безліч нововведень, а саме: можливість взяти в заручники NPC і відстрілюватися, прикриваючись ним як щитом; підлаштувати жертві «нещасний випадок»; модернізовувати зброю (наприклад, поставити на пістолет дворазовий оптичний приціл або глушник).
У грі з'явилася можливість отримувати гроші за виконану місію. На ці гроші можна модернізувати зброю, підкуповувати свідків і поліцію, змінювати особистість. З'явилася статистика впізнаваності: якщо персонаж увірвався в будинок з M4 напролом, перебив всю охорону і засвітився на камеру, то його фотографія з'явиться на шпальті місцевої газети. Відповідно, в такій місії йому не дадуть спокійно пройти повз охорону. Рушій Glacier зазнав безліч косметичних доопрацювань. Рівні володіють характерною атмосферою: наприклад, на святі Марді Гра в одній локації знаходиться 2000 NPC.
Музичне оформлення традиційно для всіх ігор даної серії виконав Jesper Kyd. Однак «титульною» композицією гри стала «Аве Марія» Франца Шуберта.

## Ігровий процес
В Hitman: Blood Money у вже знайомий геймплей було додано безліч нововведень. 47 навчився лазити по трубах, залазити на височини і метати ножі. У грі з'явився новий тип вбивства — «нещасний випадок». Щоб замаскувати вбивство під нещасний випадок, достатньо, наприклад, зіштовхнути свою ціль з балкона або скинути на неї важкий предмет. При цьому вміло замаскований «нещасний випадок» з кількома сторонніми жертвами цінується навіть вище, ніж вбивство зашморгом або шприцом.
Дивною рисою Hitman: Contracts було те, що спорядження для завдання доводилося шукати вже на місці. У новій грі у 47-го завжди є два шприца із снодійним, два шприца з отрутою і бомба з дистанційним підривником. При цьому вміст шприців можна як вколоти в ходячого по рівню ворога, так і вилити комусь в склянку або додати в їжу.
Повернулася грошова система, яка раніше мала місце лише в Hitman: Codename 47. Тепер за результатами виконаної місії 47 виплачується певна сума грошей, що змінюється в залежності від якості «роботи» гравця (за вбивство однієї мети дається $ 200000, гонорар понад це залежить від якості роботи). Якщо гравець вб'є зайвих людей, залишить десь свій костюм або зброю, то з платежу за замовлення віднімуть витрати на «чистку» 47. Отримані гроші можна витрачати на зниження рівня популярності і покращення своєї зброї і устаткування — додаткові прицільні пристосування, збільшені магазини і так далі. Однак суми, що витрачаються на поліпшення, надто завищені і виглядають як бали (приклад: глушник для пістолета коштує 200 тис. $).
Важливим елементом геймплея став параметр «Популярність». Якщо під час місії агент 47 буде зафіксовано відеокамерою або випадково потрапить в кадр, зроблений якимось туристом, популярність Агента 47 підвищиться, і якщо вона досягне достатньо високого рівня, то скоро люди на вулицях будуть впізнавати його і створювати непотрібну паніку. Популярність можна зменшити між місіями, підкупивши людей, які бачили 47, підкупивши начальника поліції, вкравши касету із записом камер спостереження (в самій місії) або зовсім переписавши особистість.
Після кожної виконаної місії гравець одержує можливість почитати газету, в якій описується здійснене ним вбивство і цитуються припущення поліції щодо події. Також, якщо популярність 47 висока, то в газетах може друкуватися його фоторобот.
Для гри використовується рушій Glacier engine, який був серйозно модифікований. Анімація персонажів була набагато покращена, зросла їх деталізація і був доданий бамп-маппінг. Технологія пост-фільтрів, вперше введена в Hitman: Contracts, була також покращена і стала більш гарною.

## Зв'язок з іншими іграми серії
Друга місія — передісторія останнього рівня Contracts («Мисливець і жертва»). Місія Contracts проходила в Парижі, на оперному співаку і після вже стояло «Виконано», штурмують готель, і мета — явно 47. Місія «Опустити завісу» розповідає, як 47 вбивав цих двох (імена в Contracts і Blood Money відрізняються) і як він «засвітився».
Як завжди, не обійшлося без агента Сміта — невдалого шпигуна ЦРУ, який, незважаючи на серію провалів, продовжує працювати і попадатися. Цього разу його доводиться витягувати з клініки в місії «Пульсу немає».

## Сюжет
Гра починається зі спогаду 47 про контракт в парку розваг Балтимора, де 2 роки тому через поломки колеса огляду загинуло багато людей. У січні 2004 батько однієї з жертв зробив замовлення Агентству на вбивство колишнього директора парку, якого за дивним збігом обставин виправдали на суді. 47, який втік від європейських конкурентів у США, з радістю погоджується виконати цей контракт. Крім місії «Вбивство воронів» під час карнавалу Марді Гра в Новому Орлеані (який в 2004 році проходив 24 лютого), за часом наступного за «Смертю шоумена», інші «місії-спогади» чергуються в хронологічному порядку.
Осінь 2005. Репортер відомої газети приїжджає до колишнього директора ФБР по імені Ліленд «Джек» Олександр, щоб взяти інтерв'ю з приводу недавнього нападу на Білий дім, але Олександр використовував згоду на інтерв'ю, як привід для того, щоб розповісти про таємничого 47. Вони починають обговорювати дії 47 за останні два роки (2004–2006). Олександр розповідає репортеру про те, як він полював на 47, оскільки нібито боявся, що погані люди можуть використовувати його для створення цілої армії ідеальних клонів, однак гравець незабаром розуміє: те, що розповідає Олександр, дещо не відповідає реальним подіям. Олександр каже, що одного разу йому нарешті вдалося вийти безпосередньо на 47. Ось як це було.
Кілерів Агентства вбивають одного за іншим. Діана змушена закрити Агентство. 15 серпня 2005 47 їде з Лас-Вегаса після чергового завдання, але зустрічає старого знайомого агента ЦРУ Сміта. Той пропонує 47 найважливішу місію, за яку він заплатить кілька мільйонів доларів — 47 повинен вбити віце-президента Деніела Морріса і клона-альбіноса Марка Парчецці III, який отримав замовлення на вбивство президента. Вони обидва представляють тіньову організацію, що займається клонуванням, яка бажає монополізувати цей ринок, а президент зі своїм бажанням легалізувати клонування може сильно перешкодити планам цієї організації. 47 вдається виконати завдання 22 вересня, яке пізніше назвуть «Атакою на Білий дім». Оперативники ворога починають полювати на 47 і він змушений сховатися в своєму притулку в Балтіморі. Незабаром його без попередження відвідує Діана, яка говорить, що знає, як позбутися від Франчайза. Вона обманом вколює йому отруту і вниз спускається група оперативників, щоб забрати тіло.
Після цієї розповіді Джек клянеться репортеру, що так йому, нарешті, вдалося захопити 47. Як доказ він відвозить його на похорони 47, які якраз проходять в цей час.
Тіло 47 лежить в труні в оточенні охорони. Діана потайки завдає собі щось на губи, підходить до нього, кладе йому на груди пістолети Silverballer і цілує. Стає зрозуміло, що «отрута», яку вона ввела 47, не справжня, а на губах у неї антидот (за допомогою «отрути» 47 раніше визволив з клініки агента Сміта).
Якщо гравець здогадається, як привести 47 до тями, головний герой встає з пістолетом, і постає завдання вбити всіх в окрузі, включаючи Ліленда. Якщо ні, то тіло 47 опускають вниз і кремують.
Через деякий час після цієї бійні, Діана, мабуть, знову відкриває Агентство, і милується гаванню Копенгагена. Вона отримує дзвінок від когось, кого вона називає «Ваша Величність», і відповідає йому, що слід 47 пропав. У цей час 47 в пошарпаному борделі розмовляє з китайцем в традиційному одязі, який веде його за куліси, потім екран темніє і йдуть титри.

## Оцінки
| Агрегатор  | Оцінка                                               |
| ---------- | ---------------------------------------------------- |
| Metacritic | (PC) 82/100 (PS2) 83/100 (Xbox) 81/100 (X360) 82/100 |

| Видання      | Оцінка |
| ------------ | ------ |
| AllGame      | 4/5    |
| GameSpot     | 8.2/10 |
| GameSpy      | [ 15 ] |
| GameTrailers | 7.9/10 |
| IGN          | 8/10   |
| PC Zone      | 84/100 |
| TeamXbox     | 7.6/10 |

За даними агрегатора Metacritic, Hitman: Blood Money отримав «загалом позитивні» відгуки на всіх платформах.
GameSpot написала, що різноманітні уявні сценарії надають Blood Money частки насильницьких гострих відчуттів. GameSpy високо оцінив розширений діапазон дій і параметри на кожному рівні, наприклад, щоб вбивства відображалися як нещасні випадки, заявивши, що гра надає достатньо варіантів, щоб «заохочувати гравців грати в місії кілька разів», але критикував систему відомості як «недостатньо використану».
IGN високо оцінив «вражаючі оркестрові композиції Blood Money». GameTrailers писали, що саундтрек «керує вашими емоціями» через місії.
На відміну від цієї похвали, TeamXbox розкритикував Blood Money за те, що він не пропонує інновацій від свого попередника Hitman: Contracts.
До 17 липня 2006 року було продано понад 1,5 мільйона копій Hitman: Blood Money. До 2011 року було продано понад 2,1 мільйона примірників.

## Цікаві факти
- У вступній місії («Смерть Шоумена») замість номера машини адвоката присутній напис IO Interactive.
- Якщо у вступній місії в театрі вбити злочинця в смокінгу не відразу, то можна побачити сцену спалювання адвоката з розлучень.
- Після проходження будь-якої місії, в газеті можна знайти картинку з натяком на наступну місію.
- У головному меню видно каплицю Ліленда, де на лавках сидять майбутні жертви 47. У міру проходження «парафіяни» зникають.
- У кабінеті Ліленда висить портрет Харрісона Форда в ролі президента США в фільмі Літак президента 1997 року.
- Одна з місій називається «Поки смерть не розлучить нас…». Місія з аналогічною назвою є у грі The Elder Scrolls V: Skyrim, тільки в Hitman: Blood Money потрібно врятувати наречену на весіллі, а не вбити, як в Skyrim.
- На завданні «Поки смерть не розлучить нас…» наречений (Бадді Малдун), якого необхідно усунути, є родичем Скіпа Малдуна — контрабандиста, якого 47 ліквідував на завданні «Смерть на Міссісіпі».
- У вступному відеоролику перед місією «Смерть Шоумена» присутня помилка — на газетних заголовках, прикріплених до стіни в кімнаті батька загиблого хлопчика вказується дата «грудень 2005 року», хоча замовлення від батька надійшло в грудні 2004 року, про що свідчить дата на газетному заголовку, яку читав клон-альбінос у завершальному відеоролику місії.
- Зброя, яку ви залишили в контейнері ICA, буде евакуйована після закінчення місії, а не загублена, якщо її залишити в будь-якому іншому місці.
- На завданні «Тобі краще остерігатися… / Дивись пильно…» повія, яка цілується зі старим у червоному коридорі — насправді найманий вбивця, а в кімнаті, в яку вона увійшла, лежить труп блондинки — справжньої повії.
- На завданні «Тобі краще остерігатися… / Дивись в обидва…» можна розбудити кажанів, якщо з балкона поверху для обслуги пройти по виступу до маленького балкону.
- На завданні «Пульсу немає / Біжуча хвиля» біля в'їзду в клініку стоять і спілкуються на дуже цікаву тему:

 — Бачив тут днями альбіноса? 
 — Я думав, що він один з пацієнтів, а виявився лікар… Хотів поспілкуватися з тим хлопцем з одиночки. 
 — Я кажу тобі, не був він схожий на лікаря! 
 — Не знаю, з документами у нього було все в порядку. 

Цілком можливо, що цим альбіносом міг виявитися Марк II — клон-альбінос, який працює на «Франчайз»
- Після проходження місії «Смерть Шоумена», в газеті, можна побачити статтю про втечу двох смертників на ім'я Маркус і Літл. В статті написано, що Маркус-колишній найманець, а Літл — псих. Можливо, стаття є посиланням до іншої гри від IO Interactive Kane and Lynch.